# Erodium primulaceum
Erodium primulaceum là một loài thực vật có hoa trong họ Mỏ hạc. Loài này được (Lange) Welw. ex Lange mô tả khoa học đầu tiên năm 1864.

## Hình ảnh

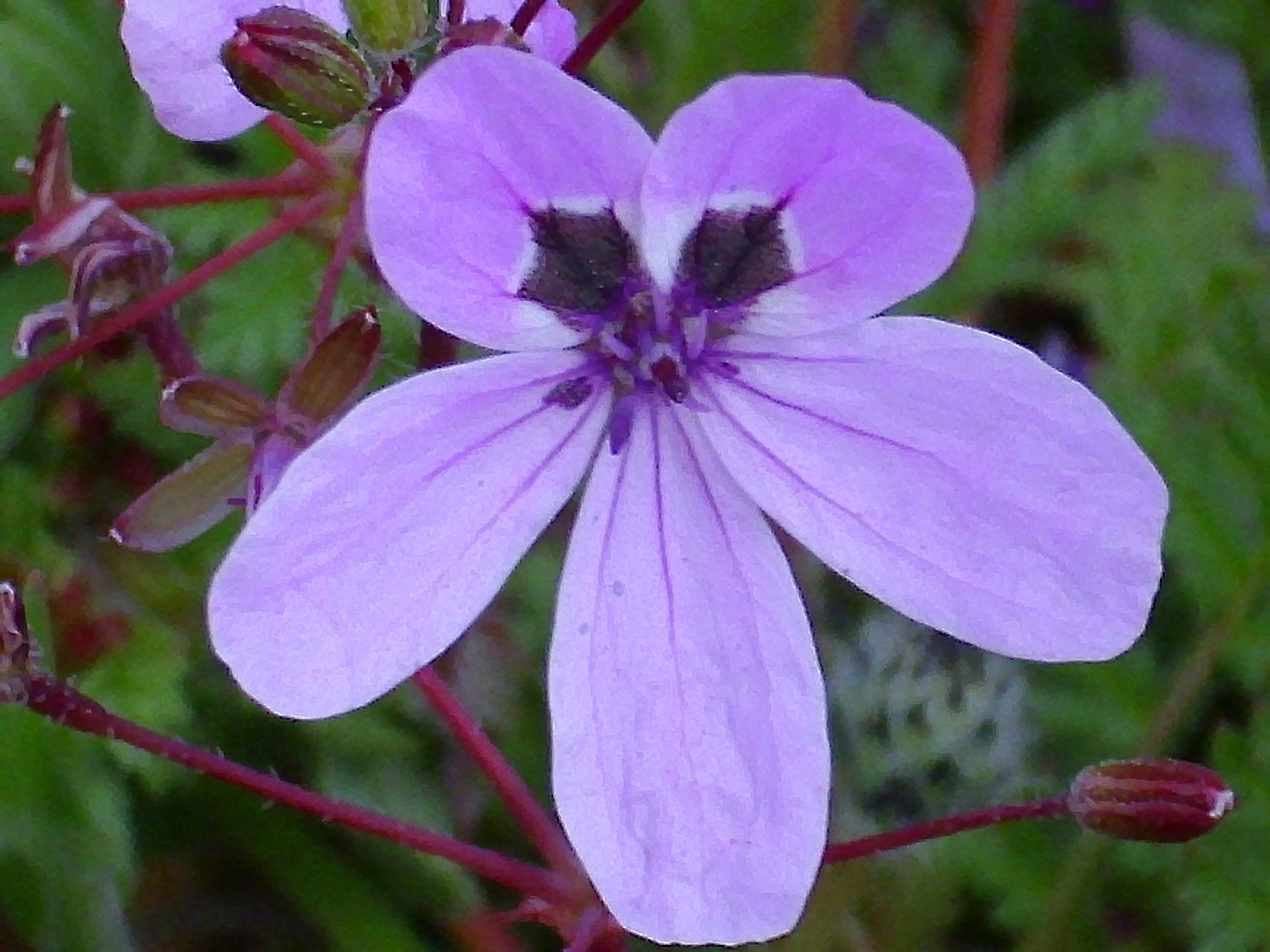
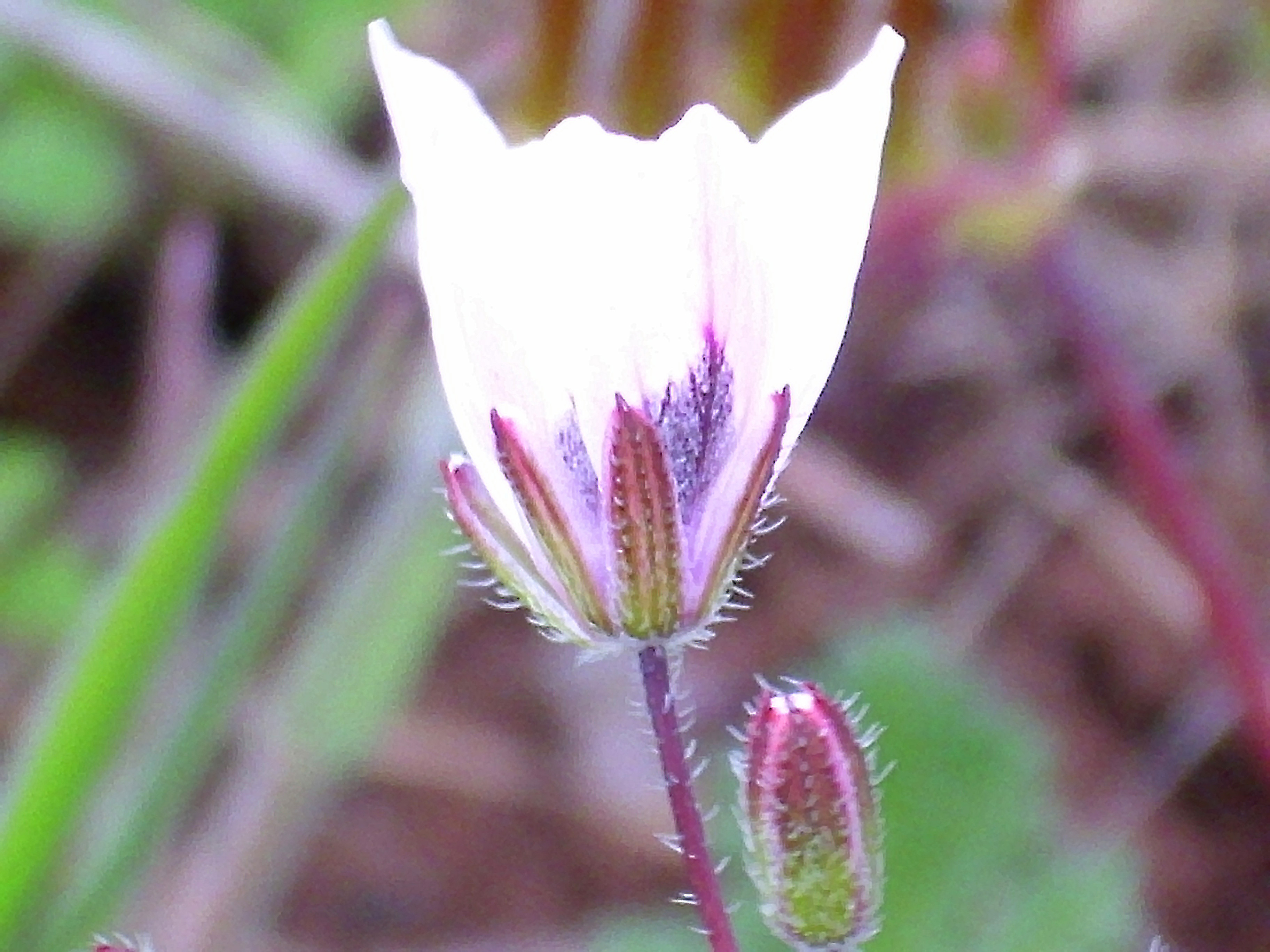
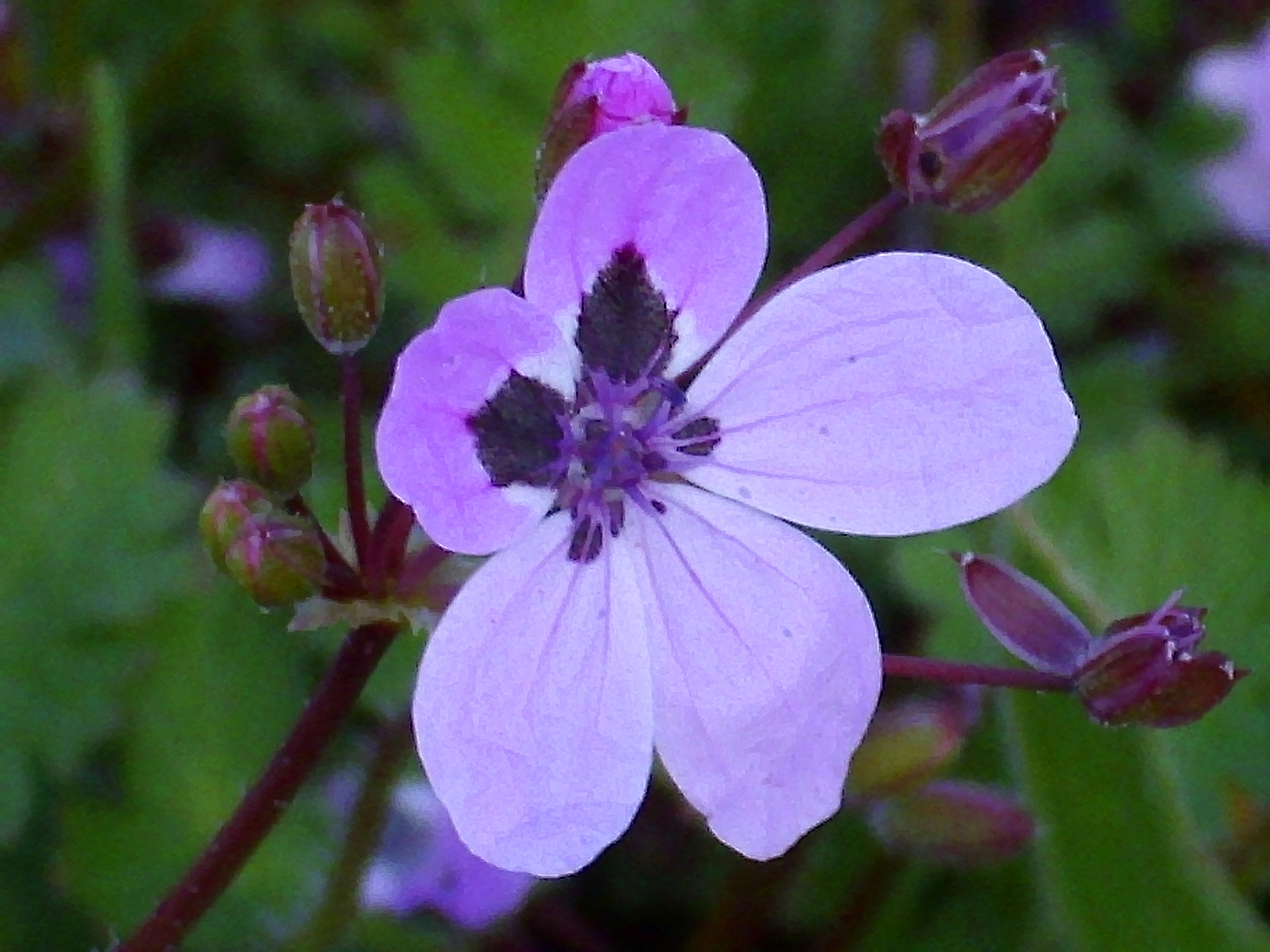
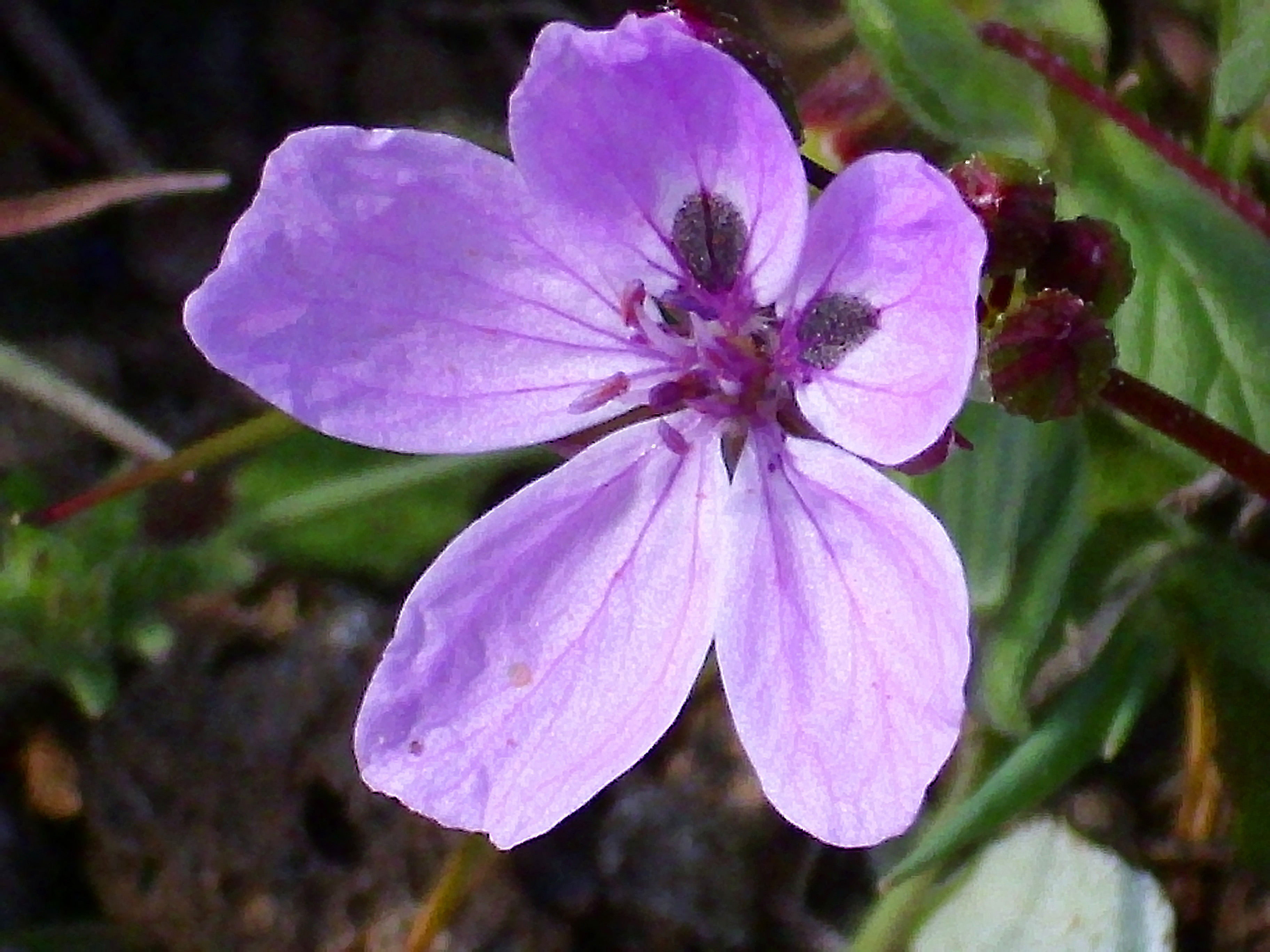